# Olympique de Ngor
Olympique de Ngor – senegalski klub piłkarski grający w trzeciej, a niegdyś w senegalskiej pierwszej lidze, mający siedzibę w mieście Dakar.

## Sukcesy
- Puchar Senegalu[1]:
  - finał (1): 2014.

## Występy w afrykańskich pucharach
| Sezon | Rozgrywki           | Runda   | Kraj    | Klub                   | Dom | Wyjazd | Dwumecz |
| ----- | ------------------- | ------- | ------- | ---------------------- | --- | ------ | ------- |
| 2015  | Puchar Konfederacji | wstępna | Kamerun | Unisport Bafang        | 3–1 | 0–1    | 3–2     |
| 2015  | Puchar Konfederacji | 1       | Ghana   | Accra Hearts of Oak SC | 2–3 | 1–2    | 3–5     |

## Stadion
Domowe mecze klub rozgrywa na stadionie o nazwie Stade de Ngor w Dakarze, który może pomieścić 3000 widzów.

## Reprezentanci kraju grający w klubie od 2011 roku
Stan na czerwiec 2023.
| - El Hadji Fine Diop - Yannick Gomis - Djibril Gueyé - Madické Kané | - Mohamed Waliou Ndoye - Pape Landing Sambou - Muhammed Badamosi - Dawda Sisoho |